# Мухаммад IV аль-Мунтасир
Абу Абдаллах Мухаммад IV аль-Мунтасир (араб. أبو عبد الله محمد المنتصر الثاني; д/н —16 вересня 1435) — 20-й султан і 19-й халіф Держави Хафсідів у 1434—1435 роках. Відомий також як Мухаммад аль-Мунтасир II.

## Життєпис
Онук халіфа Абу Фаріса Абд аль-Азіза II та син Абу'л-Хасана Мухаммада. Дата народження невідома. Втім до 1434 року втратив батька, тому після смерті діда успадкував трон. Розпочав розбудову Тунісу, зафундувавши медресен ан.-Мунасарія.
Проте невдовзі проти нього спалахнуло повстання арабського племені Аби-л-Лайл в південній Іфрікії. Але у битві біля міста Гафса халіф зазнав поразки. Тоді проти Мухаммада IV виступили родичі. Зрештою 1435 року його було повалено й вбито. Новим халіфом став його стриєчний брат Усман.